# Lenguas mosanas
Las lenguas mosanas son un conjunto de lenguas que englobarían a las lenguas salish, wakash y chimaku de la región noroeste del Pacífico de Norteamérica. Fue propuesta por Edward Sapir en 1929 en la Encyclopædia Britannica. Se han aportado pocas pruebas a favor de esta agrupación, no se ha avanzado en su reconstrucción y ahora se cree que refleja un área lingüística más que una relación filogenética auténtica. El término persiste fuera de la literatura lingüística académica debido a la talla de Sapir.
Un análisis computacional automatizado (ASJP 4) de Müller et al. (2013) encontraron similitudes léxicas entre las lenguas salish y las lenguas chimaku-quileute. No se incluyeron las lenguas wakash. Sin embargo, dado que el análisis se generó automáticamente, la agrupación podría deberse a préstamos léxicos mutuos o a herencia genética.

## Relaciones externas
Michael Fortescue sugirió en 1998 que la nivkh podría estar relacionada con las lenguas mosan de Norteamérica. Más tarde, en 2011, argumentó que el nivkh, al que se refirió como una "lengua amúrica aislada", estaba relacionado con las lenguas chukotko-kamchatka, formando una familia lingüística chukotko-kamchatkan-amúrica. Sin embargo, Glottolog considera que las pruebas son "insuficientes".
En 2015, Sergei Nikolaev defendió en dos artículos una relación sistemática entre el nivkh y las lenguas álgicas de Norteamérica, y una relación más distante entre estas dos juntas y las lenguas wakash de la Columbia Británica costera.

## Comparación léxica
Los numerales para diferentes lenguas mosanas son:
| GLOSA | PROTO- SALISH | PROTO- CHIMAKU | PROTO- WAKASH sept. | PROTO- WAKASH merid. |
| ----- | ------------- | -------------- | ------------------- | -------------------- |
| '1'   | *n(a)kʼuʔ     | *kʷaaɬ         | *nʼəúkʷ             | *c̉awaː(kʷ)           |
| '2'   | *ʔəsali       | *ɬakʷa         | *maʔɬ-              | *ʔaƛa                |
| '3'   | *kaʔɬas       | *qʷaʔli-       | *yudəxʷ             | *qakc’a              |
| '4'   | *mus          | *maʔyas        | *muu                | *muu-                |
| '5'   | *cil(-ak-ist) |                | *sək̉ákʷ             | *sučʼa               |
| '6'   | *tʼəχ(m)      | *ʦiɬaas        | *q̓əƛʼa(ukʷ)         | *č’iːχpaːɬ           |
| '7'   | *cʼuʔ         |                | *ma(ʔ)ɬ-áus         | *ʔaƛa-bu             |
| '8'   | *tqačiʔ       |                | *yudəxʷ-áus         | *ʔaƛa-sɨb (10-2)     |
| '9'   | *təwixʷ       |                |                     | *c̉awaː-sɨb (10-1)    |
| '10'  | *(ʔu)pan      |                |                     | *ƛaχʷa               |